# Championnat de France de football américain D1
Pour le championnat féminin, voir Championnat de France féminin de football américain.
Le Championnat de France de football américain Élite (ou D1) est une compétition sportive française de football américain réunissant les meilleurs clubs du pays.
Cette compétition est organisée par la Fédération française de football américain (FFFA) depuis 1982.
Le Casque de diamant (dénomination erronément assimilée à la compétition) est le nom de la finale et du trophée de ce championnat.

## Histoire

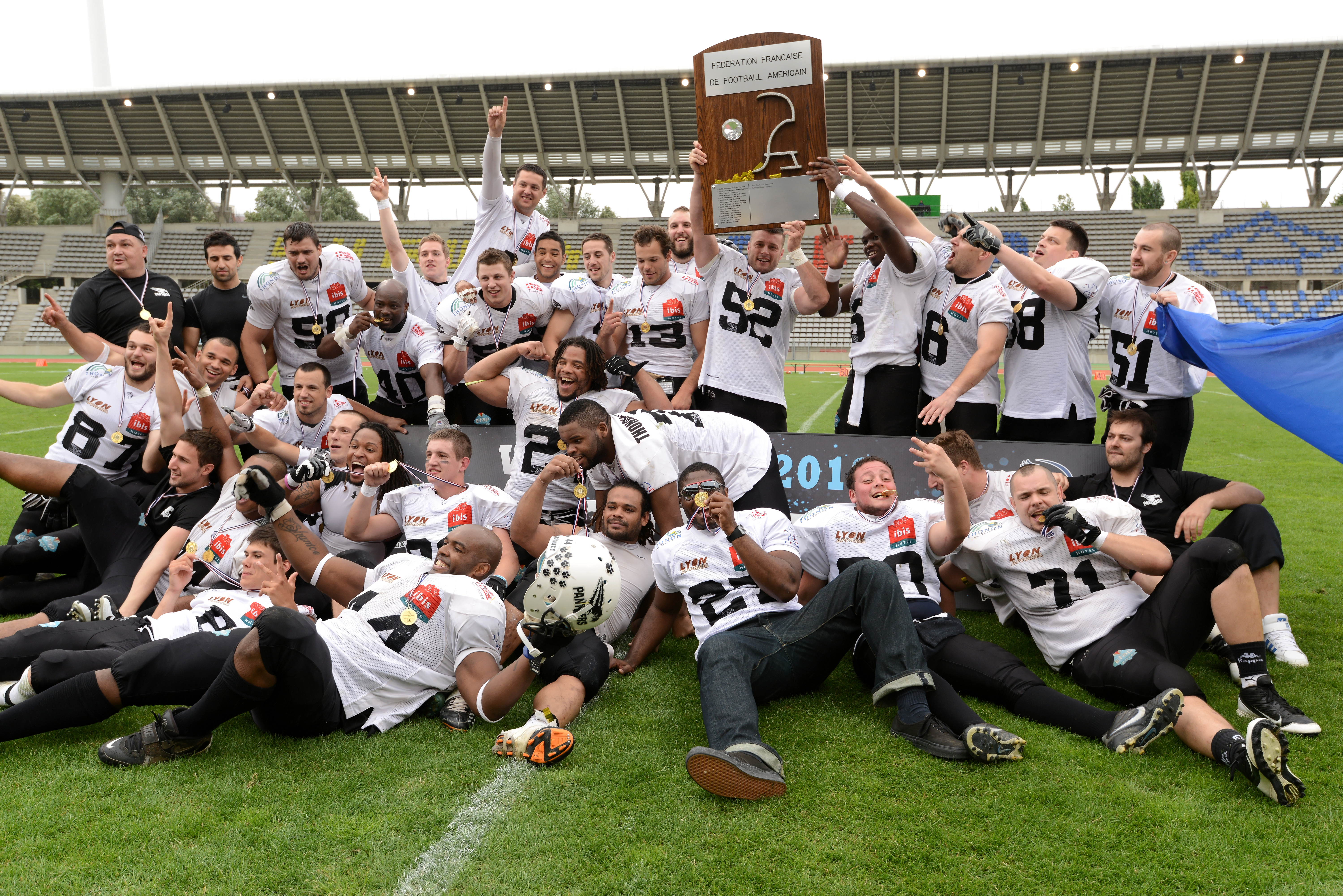
Black Panthers après leur victoire en 2013.

Le championnat de France élite de football américain est créé en 1982 sous l'impulsion de Laurent Plegelatte. Le premier championnat se déroule sous la forme d'une compétition à quatre (demi-finales et finale) regroupant exclusivement des clubs d'Île-de-France, la finale et le trophée sont alors nommés Casque d'Or.
En 1985, les Panthers Jaunes de Nantes deviennent le premier club de province à participer au championnat de France élite.
L'organisation du championnat élite a souvent varié au cours des ans : certaines saisons se sont déroulées avec une poule unique, mais d'autres années seront constituées de plusieurs poules, allant de 2 à 4. Le championnat comptera jusqu'à 20 clubs lors de la saison 1989.
En 1995 les trois championnats nationaux sont restructurés, chaque finale et trophée change de nom : Casque de Diamant pour le championnat de France élite, le Casque d'or étant attribué à la deuxième division et enfin le Casque d'argent pour la troisième division.
La finale de la saison 1999 est la première à être disputée en province, à Aix-en-Provence.
La finale de la saison 2004 est la première à être jouée uniquement entre deux clubs de province, les Spartiates et les Argonautes.
Les années 2010 sont principalement dominées par deux équipes : le Flash (3 titres et 2 finales perdues) et les Black Panthers (3 titres et 3 finales perdues). Les Spartiates et les Cougars se sont partagé les quatre autres titres (deux chacun).
À la suite de la pandémie de Covid-19, la saison 2020, initialement reportée jusqu'à la fin du mois de mars après la troisième journée de compétition, est officiellement annulée le 26 mars 2020 par le Bureau fédéral de la Fédération française de football américain. De ce fait et pour toutes les divisions, aucun titre n'a été décerné au terme de cette saison et il n'y a eu aucune promotion ni relégation en vue de la saison suivante.
Après une réunion de la Fédération en date du 13 mars 2021, la saison 2021 est également annulée.

## Logos
En marge du changement d'identité de la Fédération française de football américain de 2013, le logo du championnat est mis à jour.
De nouveaux logos sont créés pour les compétitions françaises organisées par la fédération, en vue de la saison 2020-2021.

Évolution du logo du championnat
Jusqu'en 2013
2014-2020
Depuis 2021

## Palmarès
Ci-dessous le vainqueur du Championnat de France de football américain D1, appelé Casque d'Or de 1982 à 1994, puis Casque de Diamant depuis 1995.
| Saison | Édition | Date finale  | Lieu de la finale              | Vainqueur                          | Score   | Finaliste                    |
| ------ | ------- | ------------ | ------------------------------ | ---------------------------------- | ------- | ---------------------------- |
| 1982   | I       | 1982         | Stade de la Cipale (Paris)     | Spartacus de Paris                 | 44 – 0  | Météores de Nogent           |
| 1983   | II      | 21 mai 1983  | Stade Jean-Bouin (Paris)       | Spartacus de Paris (2)             | 34 – 14 | Anges Bleus de Montreuil     |
| 1984   | III     | 1984         | Stade Jean-Bouin (Paris)       | Anges Bleus de Montreuil           | 20 – 0  | Spartacus de Paris           |
| 1985   | IV      | 1985         | Stade Jean-Bouin (Paris)       | Paris Jets                         | 60 – 0  | Challengers de Paris         |
| 1986   | V       | 1986         | Stade Jean-Bouin (Paris)       | Anges Bleus de Joinville (2)       | 20 – 02 | Spartacus de Paris           |
| 1987   | VI      | 21 juin 1987 | Stade Jean-Bouin (Paris)       | Castors de Paris                   | 75 – 0  | Paris Jets                   |
| 1988   | VII     | 26 juin 1988 | Stade Jean-Bouin (Paris)       | Castors de Paris (2)               | 70 – 0  | Anges Bleus de Joinville     |
| 1989   | VIII    | 18 juin 1989 | Stade Jean-Bouin (Paris)       | Castors de Paris (3)               | 14 – 13 | Argonautes d'Aix-en-Provence |
| 1990   | IX      | 24 juin 1990 | Stade Jean-Bouin (Paris)       | Argonautes d'Aix-en-Provence       | 34 – 07 | Castors de Paris             |
| 1991   | X       | 16 juin 1991 | Stade Jean-Bouin (Paris)       | Argonautes d'Aix-en-Provence (2)   | 29 – 07 | Castors de Paris             |
| 1992   | XI      | 13 juin 1992 | Stade Jean-Bouin (Paris)       | Argonautes d'Aix-en-Provence (3)   | 33 – 20 | Sphinx du Plessis-Robinson   |
| 1993   | XII     | 12 juin 1993 | Stade Robert Bobin (Bondoufle) | Castors de Paris (4)               | 27 – 19 | Argonautes d'Aix-en-Provence |
| 1994   | XIII    | 26 juin 1994 | Stade Robert Bobin (Bondoufle) | Castors-Sphinx du Plessis-Robinson | 28 – 22 | Argonautes d'Aix-en-Provence |

| Saison | Édition | Date finale      | Lieu de la finale                           | Vainqueur                                            | Score                                                | Finaliste                                            |
| ------ | ------- | ---------------- | ------------------------------------------- | ---------------------------------------------------- | ---------------------------------------------------- | ---------------------------------------------------- |
| 1995   | I       | 25 juin 1995     | Stade Charléty (Paris)                      | Argonautes d'Aix-en-Provence (4)                     | 36 – 16                                              | Castors-Sphinx du Plessis-Robinson                   |
| 1996   | II      | 16 juin 1996     | Stade Charléty (Paris)                      | Mousquetaires du Plessis-Robinson (2)                | 23 – 19                                              | Argonautes d'Aix-en-Provence                         |
| 1997   | III     | 14 juin 1997     | Stade Charléty (Paris)                      | Flash de La Courneuve                                | 45 – 28                                              | Argonautes d'Aix-en-Provence                         |
| 1998   | IV      | 14 juin 1998     | Stade Charléty (Paris)                      | Argonautes d'Aix-en-Provence (5)                     | 28 – 14                                              | Flash de La Courneuve                                |
| 1999   | V       | 20 juin 1999     | Stade Georges-Carcassonne (Aix-en-Provence) | Argonautes d'Aix-en-Provence (6)                     | 27 – 20                                              | Molosses d'Asnières                                  |
| 2000   | VI      | 17 juin 2000     | Stade René-Gaillard (Niort)                 | Flash de La Courneuve (2)                            | 68 – 35                                              | Argonautes d'Aix-en-Provence                         |
| 2001   | VII     | 23 juin 2001     | Stade Marville (La Courneuve)               | Argonautes d'Aix-en-Provence (7)                     | 30 – 23                                              | Flash de La Courneuve                                |
| 2002   | VIII    | 23 juin 2002     | Stade Georges-Carcassonne (Aix-en-Provence) | Argonautes d'Aix-en-Provence (8)                     | 23 – 21                                              | Flash de La Courneuve                                |
| 2003   | IX      | 1er juin 2003    | Stade Georges-Carcassonne (Aix-en-Provence) | Flash de La Courneuve (3)                            | 28 – 24                                              | Argonautes d'Aix-en-Provence                         |
| 2004   | X       | 19 juin 2004     | Stade Marville (La Courneuve)               | Spartiates d'Amiens                                  | 41 – 31                                              | Argonautes d'Aix-en-Provence                         |
| 2005   | XI      | 18 juin 2005     | Stade Marville (La Courneuve)               | Flash de La Courneuve (4)                            | 33 – 27                                              | Spartiates d'Amiens                                  |
| 2006   | XII     | 17 juin 2006     | Stade Marville (La Courneuve)               | Flash de La Courneuve (5)                            | 48 – 24                                              | Argonautes d'Aix-en-Provence                         |
| 2007   | XIII    | 16 juin 2007     | Stade Charléty (Paris)                      | Flash de La Courneuve (6)                            | 21 – 06                                              | Black Panthers de Thonon                             |
| 2008   | XIV     | 28 juin 2008     | Stade Charléty (Paris)                      | Flash de La Courneuve (7)                            | 28 – 22                                              | Templiers d'Élancourt                                |
| 2009   | XV      | 20 juin 2009     | Stade Michel Hidalgo (Saint-Gratien)        | Flash de La Courneuve (8)                            | 41 – 27                                              | Black Panthers de Thonon                             |
| 2010   | XVI     | 27 juin 2010     | Stade Michel Hidalgo (Saint-Gratien)        | Spartiates d'Amiens (2)                              | 24 – 21                                              | Flash de La Courneuve                                |
| 2011   | XVII    | 18 juin 2011     | Stade Charléty (Paris)                      | Flash de La Courneuve (9)                            | 45 – 27                                              | Centaures de Grenoble                                |
| 2012   | XVIII   | 23 juin 2012     | Stade Charléty (Paris)                      | Spartiates d'Amiens (3)                              | 10 – 07                                              | Black Panthers de Thonon                             |
| 2013   | XIX     | 22 juin 2013     | Stade Charléty (Paris)                      | Black Panthers de Thonon                             | 14 – 0                                               | Flash de La Courneuve                                |
| 2014   | XX      | 28 juin 2014     | Stade Charléty (Paris)                      | Black Panthers de Thonon (2)                         | 35 – 34                                              | Molosses d'Asnières                                  |
| 2015   | XXI     | 20 juin 2015     | Stade Charléty (Paris)                      | Cougars de Saint-Ouen-l'Aumône                       | 28 – 07                                              | Black Panthers de Thonon                             |
| 2016   | XXII    | 25 juin 2016     | Stade Guy-Boniface (Mont-de-Marsan)         | Cougars de Saint-Ouen-l'Aumône (2)                   | 28 – 17                                              | Dauphins de Nice                                     |
| 2017   | XXIII   | 24 juin 2017     | Stade Parsemain (Fos-sur-Mer)               | Flash de La Courneuve (10)                           | 44 – 40                                              | Black Panthers de Thonon                             |
| 2018   | XXIV    | 30 juin 2018     | Stade Parsemain (Fos-sur-Mer)               | Flash de La Courneuve (11)                           | 20 – 14                                              | Black Panthers de Thonon                             |
| 2019   | XXV     | 29 juin 2019     | Stadium Lille Métropole (Villeneuve-d'Ascq) | Black Panthers de Thonon (3)                         | 24 – 07                                              | Cougars de Saint-Ouen-l'Aumône                       |
| 2020   | -       | 4 juillet 2020   | Stadium Lille Métropole (Villeneuve-d'Ascq) | Saison annulée à la suite de la pandémie de Covid-19 | Saison annulée à la suite de la pandémie de Covid-19 | Saison annulée à la suite de la pandémie de Covid-19 |
| 2021   | -       | -                | -                                           | Saison annulée à la suite de la pandémie de Covid-19 | Saison annulée à la suite de la pandémie de Covid-19 | Saison annulée à la suite de la pandémie de Covid-19 |
| 2022   | XXVI    | 9 juillet 2022   | Stade Joseph Moynat (Thonon-les-Bains)      | Flash de La Courneuve (12)                           | 16 – 10                                              | Black Panthers de Thonon                             |
| 2023   | XXVII   | 1er juillet 2023 | Stade Joseph Moynat (Thonon-les-Bains)      | Black Panthers de Thonon (4)                         | 35 – 18                                              | Blue Stars de Marseille                              |
| 2024   | XXVIII  | 29 juin 2024     | Stade Gilbert-Brutus (Perpignan)            | Black Panthers de Thonon (5)                         | 37 – 33                                              | Flash de La Courneuve                                |
| 2025   | XXIX    | 28 juin 2025     | Chambéry Savoie Stadium (Chambéry)          | Black Panthers de Thonon (6)                         | 44 - 12                                              | Iron Mask de Cannes                                  |

### Tableau d'honneur
| Club                                                                | N.T. | 1er titre | D.Titre | N.F.P. | 1re D.F. | D.D.F | N.T.F |
| ------------------------------------------------------------------- | ---- | --------- | ------- | ------ | -------- | ----- | ----- |
| Flash de La Courneuve                                               | 12   | 1997      | 2022    | 6      | 1998     | 2024  | 18    |
| Argonautes d'Aix-en-Provence                                        | 8    | 1990      | 2002    | 9      | 1989     | 2006  | 17    |
| Black Panthers de Thonon                                            | 6    | 2013      | 2025    | 7      | 2007     | 2022  | 13    |
| Castors de Paris                                                    | 4    | 1987      | 1993    | 2      | 1990     | 1991  | 6     |
| Spartiates d'Amiens                                                 | 3    | 2004      | 2012    | 1      | 2005     | 2005  | 4     |
| Spartacus de Paris†                                                 | 2    | 1982      | 1983    | 2      | 1984     | 1986  | 4     |
| Anges Bleus de Joinville†                                           | 2    | 1984      | 1986    | 2      | 1983     | 1988  | 4     |
| Mousquetaires du Plessis-Robinson (Mousquetaires et Castors-Sphinx) | 2    | 1994      | 1996    | 1      | 1995     | 1995  | 3     |
| Cougars de Saint-Ouen-l'Aumône                                      | 2    | 2015      | 2016    | 1      | 2019     | 2019  | 3     |
| Paris Jets†                                                         | 1    | 1985      | 1985    | 1      | 1987     | 1987  | 2     |
| Molosses d'Asnières                                                 | 0    | -         | -       | 2      | 1999     | 2014  | 2     |
| Blue Stars de Marseille                                             | 0    | -         | -       | 1      | 2023     | 2023  | 1     |
| Météores de Fontenay                                                | 0    | -         | -       | 1      | 1982     | 1982  | 1     |
| Challengers de Paris†                                               | 0    | -         | -       | 1      | 1985     | 1985  | 1     |
| Sphinx du Plessis-Robinson†                                         | 0    | -         | -       | 1      | 1992     | 1992  | 1     |
| Templiers d'Élancourt                                               | 0    | -         | -       | 1      | 2008     | 2008  | 1     |
| Centaures de Grenoble                                               | 0    | -         | -       | 1      | 2011     | 2011  | 1     |
| Dauphins de Nice                                                    | 0    | -         | -       | 1      | 2016     | 2016  | 1     |
| Iron Mask de Cannes                                                 | 0    | -         | -       | 1      | 2025     | 2025  | 1     |

| Club                            | Nb.de saisons | 1re saison | Dernière saison |
| ------------------------------- | ------------- | ---------- | --------------- |
| Flash de La Courneuve           | 39            | 1986       | 2025            |
| Argonautes d'Aix-en-Provence    | 36            | 1987       | 2025            |
| Black Panthers de Thonon        | 25            | 1998       | 2025            |
| Cougars de Saint-Ouen-l'Aumône  | 25            | 2000       | 2025            |
| Spartiates d'Amiens             | 22            | 1993       | 2023            |
| Molosses d'Asnières             | 22            | 1998       | 2025            |
| Templiers d'Élancourt           | 17            | 1998       | 2016            |
| Centaures de Grenoble           | 16            | 1989       | 2023            |
| Météores de Fontenay            | 14            | 1982       | 2014            |
| Dauphins de Nice                | 13            | 2008       | 2025            |
| Anges Bleus de Joinville†       | 12            | 1982       | 1993            |
| Spartacus de Paris†             | 12            | 1982       | 1993            |
| Castors de Paris†               | 11            | 1983       | 1993            |
| Iron Mask de Cannes             | 10            | 1996       | 2025            |
| Ours de Toulouse                | 10            | 1989       | 2025            |
| Paris Jets†                     | 7             | 1985       | 1991            |
| Blue Stars de Marseille         | 7             | 2018       | 2025            |
| Caïmans 72 du Mans              | 6             | 1988       | 1997            |
| Corsaires d'Évry                | 6             | 1994       | 2020            |
| Fighters de Croissy-sur-Seine†  | 6             | 1992       | 1997            |
| Rangers de Paris†               | 6             | 1987       | 1992            |
| Sphinx du Plessis-Robinson†     | 6             | 1988       | 1993            |
| Challengers de Paris†           | 5             | 1984       | 1989            |
| Drakkars de Nantes              | 5             | 1987       | 1992            |
| Mousquetaires de Paris          | 5             | 1996       | 2006            |
| Grizzlys Catalans               | 5             | 2020       | 2025            |
| Léopards de Rouen               | 5             | 2017       | 2025            |
| Hurricanes de Paris†            | 4             | 1984       | 1988            |
| Iroquois de Rouen†              | 4             | 1988       | 1991            |
| Kangourous de Pessac            | 4             | 1994       | 2016            |
| Pionniers de Touraine           | 4             | 1992       | 2023            |
| Samouraïs de Villeurbanne†      | 4             | 1987       | 1990            |
| Tigres de Nancy                 | 4             | 1991       | 1994            |
| All Stars†                      | 3             | 1988       | 1990            |
| Crazy-Lions de Paris†           | 3             | 1989       | 1992            |
| Centurions de Nîmes             | 3             | 2010       | 2015            |
| Falcons de Villeurbanne         | 3             | 2017       | 2019            |
| Hurricanes de Montpellier       | 3             | 2019       | 2022            |
| Team Paris†                     | 3             | 1994       | 1996            |
| Servals de Clermont-Ferrand     | 3             | 2007       | 2009            |
| Squales de Rueil-Malmaison†     | 2             | 1982       | 1983            |
| Wolfmen de Montpellier†         | 2             | 1987       | 1988            |
| Wild Turkey de Paris†           | 2             | 1987       | 1988            |
| Giants de Saint-Étienne         | 2             | 1988       | 1989            |
| Celtics de Lanester†            | 2             | 1990       | 1991            |
| Orcs de Châteauroux†            | 2             | 1998       | 1999            |
| Gladiateurs de la Queue-en-Brie | 2             | 2016       | 2017            |
| Vikings de Villeneuve-d'Ascq    | 2             | 2020       | 2022            |
| Diables Rouges de Villepinte    | 1             | 2025       | 2025            |
| Cherokees d'Antony†             | 1             | 1987       | 1987            |
| Giants de Saint-Étienne         | 1             | 1987       | 1987            |
| Remparts d'Antibes†             | 1             | 1988       | 1988            |
| Rams de Lille†                  | 1             | 1989       | 1989            |
| Phocéens de Marseille†          | 1             | 1992       | 1992            |
| Frelons de Paris†               | 1             | 1993       | 1993            |
| Korrigans de Corbeils†          | 1             | 1993       | 1993            |
| Canonniers de Toulon            | 1             | 1993       | 1993            |
| Comètes de Montrabé             | 1             | 1998       | 1998            |

37Légende : 
- † Clubs disparus.

## Statistiques
- Plus grand nombre de victoires en finale : Flash (12)
- Plus grand nombre de participations à une finale : Argonautes et Flash (17)
- Plus grand nombre de titres consécutifs : Flash (5 de 2005 à 2009)
- Plus grand nombre de participations consécutives à une finale : 16 Argonautes, de 1989 à 2004
- Victoire la plus large en finale : 75-0 (Castors - Paris Jets en 1987)
- Plus grand nombre de points marqués en finale : 103 (Flash 68-35 Argonautes, en 2000)
- Victoire la moins large en finale : 1 (Castors 14-13 Argonautes en 1989; Black Panthers 35-34 Molosses, en 2014)
- Plus petit nombre de points marqués en finale : 6 (Paris Jets 6-0 Challengers, en 1985)

## Déroulement de la saison

### Saison régulière
La saison débute vers la fin janvier/début février, elle se déroule sur dix journées.
Depuis 2019, les équipes sont réparties en deux conférences (A et B) de six équipes chacune qui s'affrontent entre elles en match aller-retour. Il n'y a donc plus d'opposition entre les équipes des deux conférences durant la saison régulière comme c’était le cas auparavant.

### Séries éliminatoires
À l'issue de la saison régulière 2019, les trois premiers de chaque conférence sont qualifiés pour les play-offs, qui se déroulent au mois de juin. Les séries éliminatoires sont divisées en trois phases :
- les wildcards : le troisième de chaque conférence affronte le deuxième de la conférence opposée. Le match se joue sur le terrain du deuxième de la conférence.
- les demi-finales : le premier de chaque conférence affronte le vainqueur du tour de wildcard dans lequel le troisième de sa propre conférence jouait. Le match se joue sur le terrain du premier de la conférence.
- la finale : les vainqueurs des demi-finales s'affrontent sur terrain neutre.

Le champion et le vice-champion sont qualifiés pour l'EFL et un à deux clubs peuvent obtenir une place pour l'EFAF Cup sur invitation de la fédération européenne de football américain.
Le club de chaque poule ayant le moins bon résultat à l'issue de la saison régulière est relégué en deuxième division.

## Clubs de l'édition 2025
| Equipe                         | Ville               | Stade                |
| ------------------------------ | ------------------- | -------------------- |
| Black Panthers de Thonon       | Thonon-les-Bains    | Stade Joseph-Moynat  |
| Cougars de Saint-Ouen-l'Aumône | Saint-Ouen-l'Aumône | Stade Escutary       |
| Diables Rouges P               | Villepinte          | Stade Laurent-Lacans |
| Flash de La Courneuve          | La Courneuve        | Stade Géo-André      |
| Léopards de Rouen              | Rouen               | Stade France 98      |
| Molosses d'Asnières            | Asnières-sur-Seine  | Stade Blaise-Matuidi |

| Équipes                      | Ville           | Stade                        |
| ---------------------------- | --------------- | ---------------------------- |
| Argonautes d'Aix-en-Provence | Aix-en-Provence | Stade Georges-Carcassonne    |
| Blue Stars de Marseille      | Marseille       | Stade Pierre-Delort          |
| Dauphins de Nice P           | Nice            | Stade Marcel-Volot           |
| Grizzlys Catalans            | Perpignan       | Parc des sports Alain-Mimoun |
| Iron Mask de Cannes          | Cannes          | Stade Pierre-de-Coubertin    |
| Ours de Toulouse             | Toulouse        | Stade des Argoulets          |

Légende : P = Montant de Division 2.